# Peter Gripenflycht
Peter Gripenflycht, före adlandet Schallerus, född i början av 1600-talet i Småland, död efter 1689, var en svensk läkare.

## Biografi
Peter Schallerus föddes i Småland. Han studerade medicin i Uppsala och var från 1642 lärjunge till Grégoire François Du Rietz i Stockholm. År 1644 tjänstgjorde han som fältmedikus under fälttåget mot Danmark. Han reste utomlands 1646 och blev medicine doktor i Angers, Frankrike, 1649.
Efter att ha återvänt till Stockholm blev han amiralitetsmedikus 1654 och medverkade i stiftandet av Collegium medicum 1663. Året därpå erhöll han på livstid säterifrihet för sitt skattehemman Bisslinge i Eds socken i Uppland.
Den nedre delen av Stora Gråmunkegränd i Gamla stan i Stockholm hette ända in på 1880-talet Schaleri gränd, efter Gripenflychts far Schallerus, som ägde den tomt, som senare bebyggdes med fastigheten Munkbrotorget 1.
I vissa källor, som Anders Anton von Stiernmans Matrikel öfwer Swea rikes ridderskap och adel (1754), påstås att Gripenflycht skulle ha omkommit i Kronans förlisning 1676. Medicine licentiat Pehr Henrik Törngren (1908-65) uppger dock i Svenska män och kvinnor (1946) att han var i livet ännu 1689.

### Familj
Gripenflycht gifte sig 1653 med Anna Seitserf (1635–1672), dotter till kaptenen Johan Seitserf och Elisabet de Maine. Anna Seitserf var änka efter arkiatern Jakob Robertsson. Gripenflycht och Seitserf fick tillsammans barnen kaptenen Alexander Gripenflycht, Maria Elisabet Gripenflycht, Anna Gripenflycht, Maria Catharina Gripenflycht (född 1661), Lars Gripenflycht (född 1663), Peter Gripenflycht (född 1665), livdrabanten Jakob Gripenflycht (1667–1708) vid tyska livregementet till fot, Juliana Sigrid Gripenflycht (1668–1728) som var gift med professorn Niklas Silfverskiöld, korpralen Peter Gripenflycht (1670–1709) vid livdrabantkåren och Christina Margareta Gripenflycht (1672–1729).